# 亨利克·修格連
亨利克·修格連（瑞典語：Henrik Samuel Conrad Sjögren，瑞典語：[²ɧøːɡreːn]，1899年7月23日—1986年9月17日），瑞典眼科學家。最著名的貢獻是發現修格連症候群。

## 生平
修格連於1927年自斯德哥爾摩的醫學院畢業，並於1933年以博士論文《論角膜結膜炎》（On knowledge of kerataconjunctivitis sicca）取得卡羅琳學院的博士學位。